# Anna Szczetinina
Anna Iwanowna Szczetinina (ros. Анна Ивановна Щетинина, ur. 13 lutego?/26 lutego 1908 w miejscowości Okeanskaja w powiecie nikolsk-ussuryjskim w obwodzie nadmorskim (obecnie we władywostockim okręgu miejskim w Kraju Nadmorskim), zm. 25 września 1999 we Władywostoku) – kapitan dalekowschodniej żeglugi morskiej Ministerstwa Floty Morskiej ZSRR, pierwsza kobieta będąca kapitanem żeglugi wielkiej.

## Życiorys
Urodziła się w rodzinie robotniczej. W 1925 skończyła 8 klas szkoły robotniczej w miejscowości Siedanka i rozpoczęła naukę w technikum morskim, po ukończeniu którego została marynarzem kamczackiej marynarki handlowej. W wieku 24 lat uzyskała dyplom nawigatora, a w wieku 27 lat (w 1935) została kapitanem żeglugi. Jej pierwszy rejs jako kapitana statku Czawycza, z Odessy na Kamczatkę, zwrócił międzynarodową uwagę. W marcu 1938 została naczelnikiem portu rybackiego we Władywostoku, w tym samym roku rozpoczęła studia na Wydziale Budowy Statków Leningradzkiego Instytutu Transportu Wodnego, które przerwał atak Niemiec na ZSRR w 1941. Latem 1941 na pokładzie statku Saul wykonywała zadania dowództwa wojskowego w Zatoce Fińskiej. W sierpniu 1941 pod niemieckim ostrzałem wyprowadziła wypełniony zapasami i bronią statek z portu w Tallinnie do Leningradu, a jesienią 1941 z grupą marynarzy została odkomenderowana do Władywostoku do dyspozycji Żeglugi Dalekowschodniej, gdzie pracowała m.in. na statkach Karl Liebknecht i Rodina. Podczas wojny ZSRR z Niemcami wykonała 17 kursów z zapasami wojennymi przez Ocean Spokojny, a w sierpniu 1945 brała udział w przerzuceniu 264 Dywizji Piechoty na południowy Sachalin. Po wojnie do 1949 była kapitanem statków Dniestr, Pskow, Askold, Baskunczak, Biełoostrow i Dmitrij Mendelejew. Później została wykładowcą Leningradzkiej Wyższej Inżynieryjnej Szkoły Morskiej, od 1951 była starszym wykładowcą, później dziekanem Wydziału Budowy Statków tej uczelni, w 1956 otrzymała tytuł adiunkta. W 1960 na własną prośbę została przeniesiona do Władywostockiej Wyższej Inżynieryjnej Szkoły Morskiej, gdzie wykładała m.in. meteorologię, oceanografię i nawigację; pracowała tam przez 17 lat. W 1963 została przewodniczącą Nadmorskiej Filii Towarzystwa Geograficznego ZSRR. Napisała dwie książki i została przyjęta do Związku Pisarzy Rosji. Otrzymała honorowe obywatelstwo Władywostoku. Miała honorowe członkostwo Towarzystwa Geograficznego ZSRR, działała w Komitecie Kobiet Radzieckich i została honorowym członkiem Dalekowschodniego Towarzystwa Kapitanów Morskich w Londynie.

## Odznaczenia
- Medal Sierp i Młot Bohatera Pracy Socjalistycznej (24 lutego 1978)
- Order Lenina (dwukrotnie)
- Order Wojny Ojczyźnianej II klasy (dwukrotnie, 29 września 1945 i 11 marca 1985)
- Order Czerwonego Sztandaru Pracy (1 sierpnia 1936)
- Order Czerwonej Gwiazdy (4 czerwca 1942)
- Medal „Za pracowniczą dzielność” (22 czerwca 1957)